# الطريق الأوروبي E80
الطريق الأوروبية السريعة إي 80 (بالإنجليزية: European route E 80 وتُعرف أيضًا بِـ Trans-European Motorway وتُختصر بِـ TEM) هي طريق تمتد من أقصى غرب أوروبا إلى أقصى شرقها من لشبونة عاصمةَ البرتغال وحتى غوربولاك قرية في تركيا على الحدود الإيرانية. تَعبرُ الطريق 10 دولًا، ويبلغ طولها حوالي 6,102 كم (3,792 ميل). تلتقي نهاية الطريق بالطريق الآسياوية السريعة إيه إتش 1 المُمتدة إلى اليابان.